# 布部インターチェンジ
布部インターチェンジ（ぬのべインターチェンジ）は、北海道富良野市上五区にある旭川十勝道路（富良野道路）のインターチェンジである。
富良野道路の終点である。

## 歴史
- 2018年（平成30年）11月24日：北の峰IC - 布部IC間開通に伴い、供用開始[1]。

## 周辺
- 富良野市立布部小中学校
- 布部駅（JR北海道・根室本線）

## 接続する道路
- 直接接続
  - 国道38号（国道237号との重複区間）

## 隣
旭川十勝道路（富良野道路）
富良野IC - 布部IC